# Lucrări comunale

Lucrări Comunale - schema domenii

Lucrările comunale reprezintă lucrările, de obicei mecanizate, efectuate pe un teritoriu comunal de autoritatea administrativă, prin servicii proprii sau unități specializate, în scopul întreținerii și menținerii în condiții optime de utilizare, dar și estetic, a activelor din domeniul public și privat al primăriilor, precum și operațiuni legate de protecția mediului.

## Lucrări comunale
- întreținere zone verzi, stadioane
- transplantări arbori mari
- cultivare și întreținere gazon
- înființări și lucrări în pepiniere
- exploatări forestiere
- deszăpeziri, curățat căi acces
- curățări în ferme, orașe, parcuri
- transport masă lemnoasă, biomasă
- tăieri speciale: beton, piatră, zidărie
- subtraversări, compactări sol
- lucrări de peisagistică
- întreținere pășuni, diguri, canale